# Richard Émile Augustin de Candolle

Stemma della famiglia Caldora o de Candolle

Richard Émile Augustin de Candolle (Walton-on-Thames, 29 marzo 1868 – Vallon, 4 maggio 1920) è stato un botanico svizzero, console del Canton Ginevra dal 1912 al 1918.

## Biografia
Richard Émile Augustin de Candolle era il nipote di Alphonse de Candolle e il figlio di Casimir de Candolle e di Anna-Mathilde Marcet. Aveva tre fratelli: Raymond Charles de Candolle (1864-1935), Florence Pauline Lucienne de Candolle (1865-1943) e Reyne Marguerite de Candolle (1876-1958). Sposò nel 1895 Louise de Saugy da cui ebbe tre figlie e due figli.
Studiò inizialmente a Ginevra, fu mandato in Inghilterra a causa dei legami familiari materni e, nel 1883, fu mandato alla Rugby School dove rimase fino al 1887. Trascorse poi tempo a Francoforte per migliorare la conoscenza della lingua tedesca prima di tornare a Londra per studiare per la funzione pubblica, con l'intenzione di entrare nel servizio diplomatico. Tuttavia, fu costretto ad abbandonare tale ambizione e, invece, studiò per una carriera in legge a Lipsia e ad Heidelberg dal 1890 al 1893. Nonostante questo fu sempre orientato verso la botanica, e, tornando a Ginevra, promise di continuare il percorso botanico intrapreso dalla sua famiglia a partire dal bisnonno Augustin Pyrame de Candolle. Non essendo particolarmente preparato per una carriera in botanica fu dunque mentore di suo padre. 

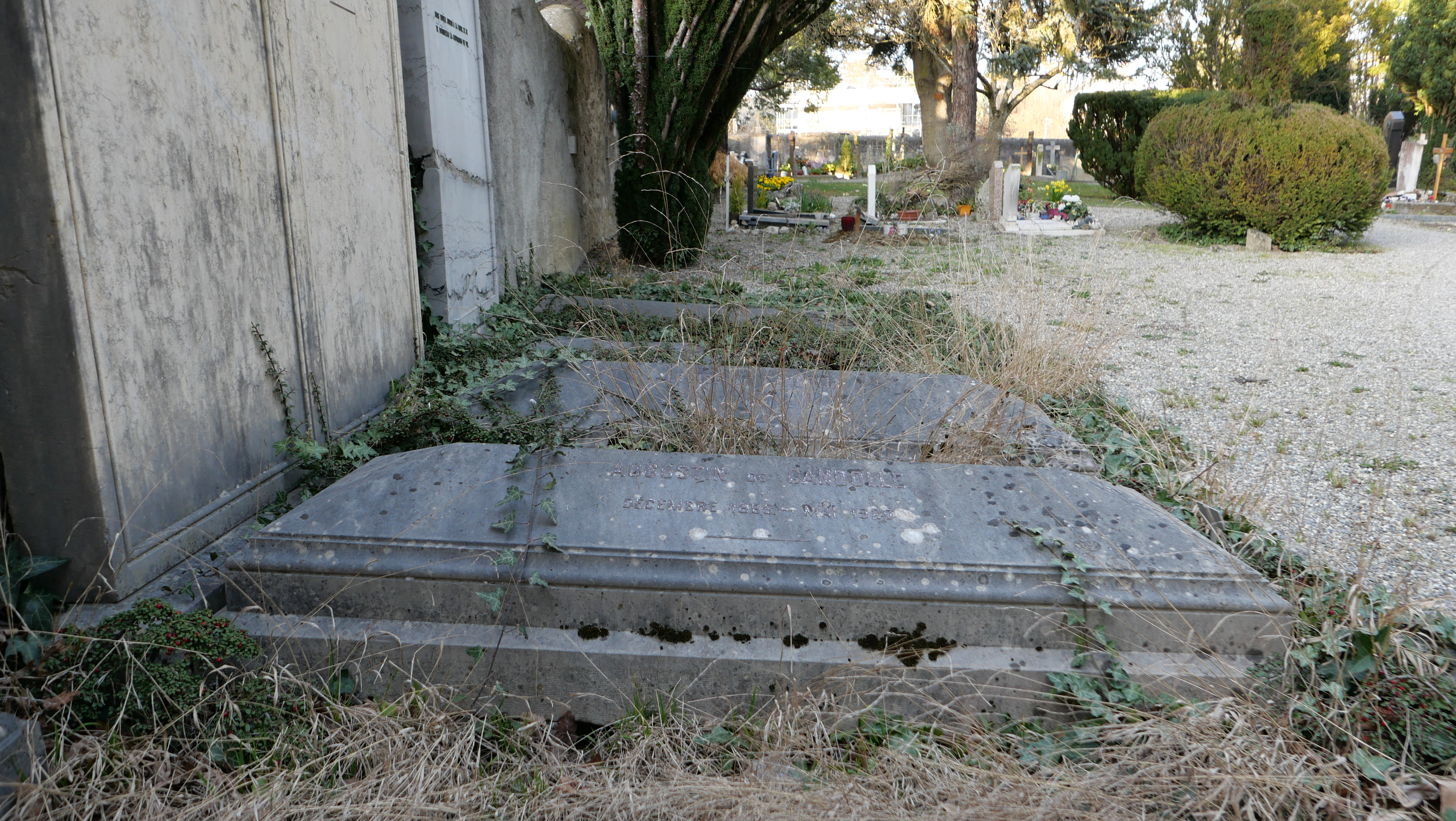
Tomba di Richard Émile Augustin de Candolle nel cimitero di Chêne-Bougeries

Fece uno studio sulla collezione di specie vegetali del Madagascar di Emile Mocquerys, pubblicando diverse descrizioni di nuove specie in collaborazione con i colleghi. Nel 1912 fu chiamato a lavorare per il consolato britannico, ruolo per il quale la sua educazione formale lo aveva preparato bene. Le richieste di tale impiego, in particolare durante i quattro anni della prima guerra mondiale, ridussero il tempo per i suoi studi botanici.
La morte di suo padre nel 1918 e la fine della guerra lo spinsero a dimettersi dal consolato e a proseguire la carriera botanica. Tuttavia tali studi furono stroncati dalla sua improvvisa ed inaspettata morte, avvenuta a Vallon il 4 maggio 1920, all'età di 51 anni. Dopo la sua morte, la collezione di erboristeria "de Candolle", comprendente 400 000 esemplari e una consistente biblioteca di 14 000 opere, fu donata alla città di Ginevra.

## Ascendenza
|                                      |   |                                 | Genitori                    |  |  | Nonni |  |  | Bisnonni                    |  |  | Trisnonni            |  |
|                                      |   |                                 |                             |  |  |       |  |  | Augustin Pyrame de Candolle |  |  | Augustin de Candolle |  |
|                                      |   |                                 |                             |  |  |       |  |  | Augustin Pyrame de Candolle |  |  | Augustin de Candolle |  |
|                                      |   | Louise-Éléonore Brière          |                             |  |  |       |  |  | Augustin Pyrame de Candolle |  |  |                      |  |
| Alphonse de Candolle                 |   |                                 |                             |  |  |       |  |  | Augustin Pyrame de Candolle |  |  |                      |  |
|                                      |   | Anne-Françoise-Robertine Torras | Pierre Torras               |  |  |       |  |  |                             |  |  |                      |  |
|                                      |   | Anne-Françoise-Robertine Torras | Pierre Torras               |  |  |       |  |  |                             |  |  |                      |  |
|                                      |   | Anne-Françoise-Robertine Torras | Anne-Jeanne-Louise Gardelle |  |  |       |  |  |                             |  |  |                      |  |
| Casimir de Candolle                  |   | Anne-Françoise-Robertine Torras |                             |  |  |       |  |  |                             |  |  |                      |  |
|                                      |   | Jean-Jacques Kunkler            | ?                           |  |  |       |  |  |                             |  |  |                      |  |
|                                      |   | Jean-Jacques Kunkler            | ?                           |  |  |       |  |  |                             |  |  |                      |  |
|                                      |   | Jean-Jacques Kunkler            | ?                           |  |  |       |  |  |                             |  |  |                      |  |
| Jeanne-Victoire-Laure Kunkler        |   | Jean-Jacques Kunkler            |                             |  |  |       |  |  |                             |  |  |                      |  |
|                                      |   | Anne-Sophie Rigaud              | ?                           |  |  |       |  |  |                             |  |  |                      |  |
|                                      |   | Anne-Sophie Rigaud              | ?                           |  |  |       |  |  |                             |  |  |                      |  |
|                                      |   | Anne-Sophie Rigaud              | ?                           |  |  |       |  |  |                             |  |  |                      |  |
| Richard Émile Augustin de Candolle   |   | Anne-Sophie Rigaud              |                             |  |  |       |  |  |                             |  |  |                      |  |
|                                      | ? | ?                               |                             |  |  |       |  |  |                             |  |  |                      |  |
|                                      | ? | ?                               |                             |  |  |       |  |  |                             |  |  |                      |  |
|                                      | ? | ?                               |                             |  |  |       |  |  |                             |  |  |                      |  |
| François Marcet                      | ? |                                 |                             |  |  |       |  |  |                             |  |  |                      |  |
|                                      |   | ?                               | ?                           |  |  |       |  |  |                             |  |  |                      |  |
|                                      |   | ?                               | ?                           |  |  |       |  |  |                             |  |  |                      |  |
|                                      |   | ?                               | ?                           |  |  |       |  |  |                             |  |  |                      |  |
| Anna-Mathilde Marcet                 |   | ?                               |                             |  |  |       |  |  |                             |  |  |                      |  |
|                                      |   | ?                               | ?                           |  |  |       |  |  |                             |  |  |                      |  |
|                                      |   | ?                               | ?                           |  |  |       |  |  |                             |  |  |                      |  |
|                                      |   | ?                               | ?                           |  |  |       |  |  |                             |  |  |                      |  |
| Aimée-Amélie Bouthillier-de Beaumont |   | ?                               |                             |  |  |       |  |  |                             |  |  |                      |  |
|                                      |   | ?                               | ?                           |  |  |       |  |  |                             |  |  |                      |  |
|                                      |   | ?                               | ?                           |  |  |       |  |  |                             |  |  |                      |  |
|                                      |   | ?                               | ?                           |  |  |       |  |  |                             |  |  |                      |  |
|                                      |   | ?                               |                             |  |  |       |  |  |                             |  |  |                      |  |

| Aug.DC. è l'abbreviazione standard utilizzata per le piante descritte da Richard Émile Augustin de Candolle. Consulta l'elenco delle piante assegnate a questo autore dall'IPNI. |